# Peixotoa leptoclada
Peixotoa leptoclada är en tvåhjärtbladig växtart som beskrevs av Adrien Henri Laurent de Jussieu. Peixotoa leptoclada ingår i släktet Peixotoa och familjen Malpighiaceae. Inga underarter finns listade i Catalogue of Life.